# Sîndarevske, Nijîn
Sîndarevske (în ucraineană Синдаревське) este un sat în comuna Bezuhlivka din raionul Nijîn, regiunea Cernihiv, Ucraina.

## Demografie
Componența lingvistică a localității Sîndarevske
     Ucraineană (100%)
Conform recensământului din 2001, toată populația localității Sîndarevske era vorbitoare de ucraineană (100%).